# Testemunho (atletismo)
Testemunho (português europeu) ou bastão (português brasileiro), em atletismo, designa um tubo cilíndrico, de metal ou madeira, que cada elemento de uma equipa de estafeta (revezamento) deve transportar consigo durante toda a corrida e entregar, em mão, ao elemento seguinte da sua equipa.
Não deve pesar menos do que 50 gramas, e deve medir entre 28 a 30 centímetros. 